# Worthville (Kentucky)
Worthville – miasto w Stanach Zjednoczonych, w stanie Kentucky, w hrabstwie Carroll.